# Iridosornis reinhardti
Tangará-de-reinhardt ou saíra-de-lenço-amarelo (Iridosornis reinhardti) é uma espécie de ave da família Thraupidae.
Pode ser encontrada nos seguintes países: Equador e Peru.
Os seus habitats naturais são: regiões subtropicais ou tropicais húmidas de alta altitude.

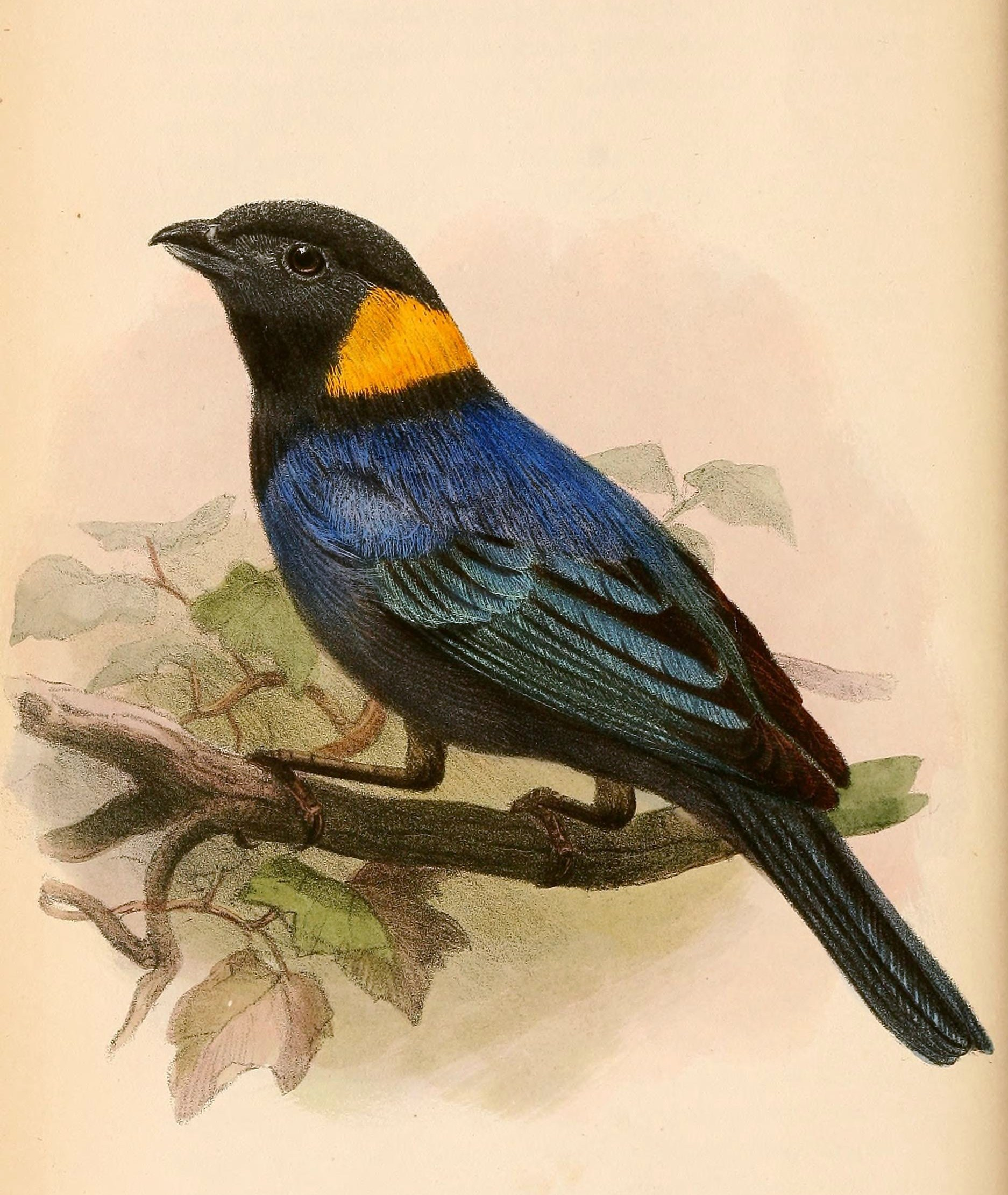